# Ячменёва, Марина Леонидовна
Мари́на Леони́довна Ячменёва (род. 14 июля 1961) — советская и российская легкоатлетка, специалистка по бегу на средние дистанции. Выступала в 1980-х и 1990-х годах, обладательница серебряной медали чемпионата Европы в помещении, победительница и призёрка первенств всесоюзного значения. Представляла Ленинград и Профсоюзы.

## Биография
Марина Ячменёва родилась 14 июля 1961 года. Занималась лёгкой атлетикой в Ленинграде, выступала за Профсоюзы.
Впервые заявила о себе на всесоюзном уровне в сезоне 1987 года, когда на чемпионате СССР в Брянске выиграла серебряную медаль в беге на 1500 метров и бронзовую медаль в эстафете 4 × 800 метров. Попав в состав советской сборной, выступила на чемпионате мира в Риме, где в финале дисциплины 1500 метров заняла 13-е место.
В 1988 году в беге на 1500 метров получила серебро на зимнем чемпионате СССР в Волгограде и стала четвёртой на чемпионате Европы в помещении в Будапеште.
В 1989 году на зимнем чемпионате СССР в Гомеле превзошла всех соперниц на дистанции 1500 метров, тогда как в дисциплине 800 метров стала серебряной призёркой. Позднее в 1500-метровом беге завоевала серебряную награду на чемпионате Европы в помещении в Гааге, уступив на финише только титулованной румынке Пауле Иван, и финишировала четвёртой на чемпионате мира в помещении в Будапеште.
На протяжении 1990-х годов представляла Россию на различных шоссейных стартах в Европе, в частности в 1995 и 1997 годах выиграла два полумарафона во Франции, показав время 1:15:34 и 1:16:08 соответственно.